# Krakonošovo údolí
Krakonošovo údolí je údolí ve východních Krkonoších v okrese Trutnov.

## Poloha
Krakonošovo údolí je hluboké asi tři kilometry dlouhé severojižně orientované údolí nacházející se v jižní části obce Malá Úpa. Z východní strany je ohrazeno Dlouhým hřebenem, ze západní strany masívy Kraví hory a Pěnkavčího vrchu. Dno údolí klesá ve směru sever – jih. Horní zakončení se nachází pod maloúpským kostelem, dolní konec pak v úzkém zákrutu Malé Úpy pod severním svahem Červeného vrchu. Údolí se nachází na území Krkonošského národního parku.

## Geomorfologie
Údolí je součástí geomorfologického celku Krkonoše, podcelku Krkonošské rozsochy a okrsku Růžohorská hornatina. Severní část se celá nachází na území podokrsku Maloúpská rozsocha, jižní část pak tvoří hranici mezi ní a Růžohorskou rozsochou.

## Vodstvo
Osu severní části údolí tvoří dne bezejmenný potok německy původně nazývaný Plader Bach. Ten se ve Spáleném Mlýně zleva vlévá do Malé Úpy, která tvoří osu jižní části údolí. Přilehlé svahy odvodňují četné malé potoky, které jsou přítoky obou výše zmíněných toků. Nad Spáleným Mlýnem byl po druhé světové válce místním učitelem vybudován tzv. Čertův mlýn, což je zmenšený model mlýna připomínající chalupu krkonošského stylu s pohybujícími se figurkami pohádkových postav poháněných vodou.

## Vegetace
Celé Krakonošovo údolí zaujímá rozsáhlá luční enkláva, která je ve vyšších polohách lemována hospodářskými smrčinami.

## Zástavba
V prostoru celého údolí se nachází roztroušená zástavba obce Malá Úpa tvořená z převážné části typickými malebnými krkonošskými chalupami. Větší, ale nepříliš rozsáhlá, koncentrace zástavby se nachází v centrální části u soutoku Plader Bachu a Malé Úpy v místní části Spálený Mlýn. Ve východním svahu nad ním se nachází socha vládce hor – Krakonoše.

## Komunikace
Jižní částí Krakonošova údolí je vedena silnice II/252 spojující hraniční přechod Pomezní Boudy s Trutnovem. Ostatní části jsou pak obsluhovány neveřejnými asfaltovými komunikacemi. Údolím jsou vedeny četné turistické trasy sbíhající se ve Spáleném Mlýně.